# 고타니 마사오

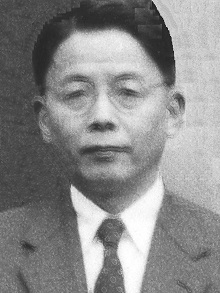

코타니 마사오(일본어: 小谷 正雄: 1906년 1월 14일 - 1993년 6월 6일)는 일본의 물리학자다. 동경대학・동경이과대학 겸임교수, 동경이과대학 학장을 역임했다.
덴 테이키치의 차남 덴 테츠와, 가이바라정장 코타니 호타로의 장녀 코타니 후키의 아들로 태어났다.
1929년 동경제국대학 이과대학 물리학과를 졸업. 졸업 이후 동경제국대학 공학부 강사, 이학부 조교수, 정교수를 역임했고, 동경대 이학부장, 오사카대학 기초공학부 교수를 지냈다. 또한 경도대에서도 교편을 잡아 겸임교수도 지냈다.
1960년 일본생물물리학회를 창설하고, 같은 해부터 20년 내리 동경이과대학 학장을 맡았고, 양자역학, 자전관리론, 배위자장이론, 생체고분자 연구 등에서 업적을 쌓았다. 아키히토의 교육계를 지내기도 했다.